# 林肯郡
林肯郡（英文简称：Lincs），英國英格蘭東米德蘭茲（包含的2個單一管理區屬於約克郡-亨伯）的郡。以人口計算，林肯是第1大（亦是唯一一個）城市（亦是郡治），北林肯郡是第1大自治市鎮（Borough），東北林肯郡是第2大自治市鎮；格里姆斯比是第1大鎮（Town），斯肯索普是第2大鎮。
林肯郡是34個非都市郡之一，實際管轄7個非都市區，佔地5,921平方公里（第4），有686,300人口（第15；如看待成48個名譽郡之一，它名義上包含多2個單一管理區─北林肯郡、東北林肯郡，佔地增至6,959平方公里（第2），人口增至1,004,200（第18）。

## 行政區劃

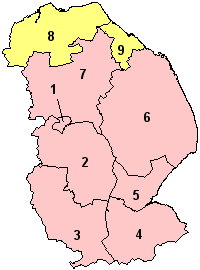
1. 林肯
2. 北凱斯蒂文
3. 南凱斯蒂文
4. 南霍蘭
5. 波士頓
6. 東林齊
7. 西林齊
8. 北林肯郡（單一管理區）
9. 東北林肯郡（單一管理區）

林肯郡是非都市郡，實際管轄7個非都市區：林肯（Lincoln）、北凱斯蒂文（North Kesteven）、南凱斯蒂文（South Kesteven）、南霍蘭（South Holland）、波士頓（Boston）、東林齊（East Lindsey）、西林齊（West Lindsey）；如看待成名譽郡，它名義上包含多2個單一管理區：北林肯郡（North Lincolnshire）、東北林肯郡（North East Lincolnshire）。

## 地理
下圖顯示英格蘭48個名譽郡的分佈情況。林肯郡，東臨北海，東南與諾福克郡相鄰，南與劍橋郡相鄰，西南（下小半部）與北安普敦郡相鄰，西南（中半部）與拉特蘭相鄰，西南（上半部）與萊斯特郡相鄰，西與諾丁漢郡相鄰，北與約克郡東瑞丁相鄰。林肯郡與北安普敦郡連接的郡界線只有19米長，是全英國最短的相鄰郡界。